# Dan Brudașcu
Dan Brudașcu (nume la naștere: Damian Brudașca; n. 27 martie 1951, Ciucea, România) este un traducător, muzeograf, realizator Radio-TV, ziarist; fost director studio TV și director editură în Cluj-Napoca; cadru universitar; profesor onorific al Universității Districtului Columbia, SUA și politician român. În legislatura 2000-2004 a fost deputat de Cluj din partea PRM. Conform declarației de interese depusă în urma alegerii sale, Dan Brudașcu a declarat că este acționar la Editura Sedan. În 2005, Dan Brudașcu a demisionat din PRM.
Este căsătorit cu Sava Negrean Brudașcu cu care are o fiică, Eileen Sava, avocat în cadrul Baroului Cluj.

În 2014 a revenit într-o funcție de conducere a PRM Cluj, iar din vara anului 2016 este Președintele ales al Partidului România Mare, filiala CLUJ.